# Zebrus zebrus
Zebrus zebrus és una espècie de peix de la família dels gòbids i de l'ordre dels perciformes.

## Morfologia
- Els mascles poden assolir 5,5 cm de longitud total.[3][4]

## Hàbitat
És un peix marí, de clima subtropical i demersal que viu fins als 3 m de fondària.

## Distribució geogràfica
Es troba a la mar Mediterrània: Albània, Algèria, Bòsnia i Hercegovina, Croàcia, França, Grècia, Itàlia, el Líban, el Marroc, Sèrbia, Eslovènia, l'Estat espanyol i Turquia.

## Observacions
És inofensiu per als humans.